# Japanische Zeitrechnung
Die japanische Zeitrechnung ist ein System zur Einteilung der Zeit, das weitgehend aus dem chinesischen Kalender hervorging, aber eine ganze Reihe von landestypischen Besonderheiten aufwies. Das System wurde am 1. Januar 1873 im Zuge der Meiji-Restauration auf den gregorianischen Kalender mit einigen Besonderheiten umgestellt.

## Jahre

### Jahreszählung

#### Zählweisen
In Japan existierten vier verschiedene Jahreszählweisen:
- das aus China stammende Gengō-System (元号), das auf Ären basierte, die durch eine Devise (年号, Nengō) gekennzeichnet waren,
- das ebenfalls aus China stammende System der Tierkreiszeichen, das sich periodisch alle sechzig Jahre wiederholt,
- die westliche Zeitrechnung (西暦, seireki, wörtl. „westl. Kalender“), die mit der Geburt Jesu beginnt (Anno Domini) und
- die davon abgeleitete Kōki (皇紀, wörtlich „kaiserliche Aufzeichnung; kaiserliches Zeitalter“), die die japanische Reichsgründung 660 v. Chr. als Epoche nimmt.

#### Gengō (Nengō)
Im japanischen Altertum wurde aus China das Gengō-System übernommen. In diesem wurde vom Tennō zu bestimmten Anlässen wie seiner Thronbesteigung oder anderen Ereignissen eine neue Ära ausgerufen, die durch eine bestimmte Devise (nengō) gekennzeichnet war.
Vor 1868 konnten nengō zu jedem beliebigen Zeitpunkt geändert werden. Viele dauerten nur wenige Jahre, daher ist das System äußerst unübersichtlich.
Das erste Jahr (元年, gannen) einer neuen Ära beginnt seit der Angleichung an den westlichen Kalender 1873 jeweils mit dem Amtsantritt eines neuen Kaisers (Tennō), endet aber am 31. Dezember, sodass das Kalenderjahr, in dem der Kaiser wechselt, jeweils zu zwei Ären gehört. Seit der Meiji-Restauration gab es bis 2019 fünf Ären/Jahresdevisen:
- Meiji (明治) vom 25. Januar 1868 (Meiji 1) bis zum 30. Juli 1912 (Meiji 45)
- Taishō (大正) vom 30. Juli 1912 (Taishō 1) bis zum 25. Dezember 1926 (Taishō 15)
- Shōwa (昭和) vom 25. Dezember 1926 (Shōwa 1) bis zum 7. Januar 1989 (Shōwa 64)
- Heisei (平成) vom 8. Januar 1989 (Heisei 1) bis zum 30. April 2019 (Heisei 31)
- Reiwa (令和) seit dem 1. Mai 2019 (Reiwa 1)

Die Jahre werden dabei je Ära jeweils von neuem ab 1 gezählt. Das Jahr 2024 entspricht Reiwa 6 nach japanischer Zeitrechnung.
In offiziellen japanischen Dokumenten wurde ab dem Kriegsende 1945 auf Anordnung der alliierten Besatzungsmächte die westliche Jahreszählung verwendet, seit dem 6. Juni 1979 gilt gesetzlich wieder die japanische. Die moderne Geschichtswissenschaft verwendet auch in Japan die westliche Jahreszählung, vor allem für Jahre vor 1868. Im Alltag blieb dagegen zunächst die japanische Zählweise häufiger, inzwischen herrscht jedoch die westliche Zählweise vor, außer im amtlichen Gebrauch.
Für Daten wird die Reihenfolge Jahr – Monat – Tag verwendet. Das Datum 16/01/07 beispielsweise bezeichnet den siebten Tag im ersten Monat des Jahres Heisei 16, also den 7. Januar 2004. Für bessere Eindeutigkeit findet man oft den Anfangsbuchstaben des Ärennamens vorangestellt, etwa bezeichnet H16.01 den Januar 2004 oder S62.11 den November 1987.
Viele moderne Japaner, die dem Kaiserhof, insbesondere dessen Geschichte, kritisch gegenüberstehen, halten den Gebrauch des nengō für rückständig. Hier hat der Gebrauch also auch eine deutliche politische Botschaft: Dem Nutzer des nengō wird Affinität zum Tennō unterstellt.
Für die Namen der einzelnen japanischen Ären mit Angabe des Jahres siehe Liste der Nengō.

#### Kōki
Im Zuge der Meiji-Restauration übernahm die kaiserliche Regierung zum 1. Januar 1873 den gregorianischen Kalender. Jedoch wollte man nicht die Jahreszählung nach Christi Geburt einführen, sondern als japanische Variante die nach der Jimmu-Ära. Deren legendärer Beginn war der 11. Februar 660 v. Chr., an dem, beruhend auf einem Bericht im Nihonshoki, der erste Tennō Jimmu den Thron bestieg und damit das japanische Reich begründet haben soll. Bei dieser Kōki (皇紀) genannten Zählweise fängt damit die Zeitrechnung 660 v. Chr. mit Kōki 1 an, während Kōki 2600 das Jahr 1940 der christlichen Zählweise bezeichnet. Die Kōki-Zählweise wurde bis zur Kapitulation Japans und der anschließenden Neuordnung des japanischen Rechts unter der Alliierten Besatzung Japans offiziell beibehalten.
Mit dem „Gesetz zur Novellierung über die Feiertage des Volks“ (verabschiedet am 25. Juni 1966) wurde dieser Tag als Reichsgründungstag ein gesetzlicher Feiertag, ein Tagesdatum wurde aber noch nicht festgelegt. Ein zur Klärung dieser Frage eingesetzter zehnköpfiger Beratungsausschuss entschied sich letztlich am 9. Dezember 1966 für den 11. Februar, der am selben Tag per Rechtsverordnung als Datum des Feiertages bestimmt wurde.

### Jahreseinteilung
Vor der Einführung des Gregorianischen Kalenders am 1. Januar 1873 als reiner Solarkalender wurde der Mitte des 6. Jahrhunderts eingeführte chinesische Kalender verwendet. Dieser ist eine Kombination aus einem gebundenen Mondkalender (Lunisolarkalender = Mondkalender mit Schaltmonaten, die zum Abgleich mit dem Sonnenjahr eingefügt werden) und einem Sonnenkalender. Die 1669 in China erfolgte Kalenderreform wurde in Japan nicht übernommen, daher wich seitdem der japanische Kalender geringfügig vom chinesischen Kalender ab und musste bis zu seiner Aufgabe mehrfach korrigiert werden. Vor 1685 wurden die Kalenderberechnungen in Japan dezentral vorgenommen, so dass es innerhalb Japans wegen Berechnungsfehlern zu voneinander abweichenden Kalendern kam. 1684 wurde daher vom Bakufu eine zentrale Kalenderbehörde eingerichtet, die ab dem Jahr 1685 einen für ganz Japan verbindlichen Kalender erstellte, der in gedruckter Form an alle Haushalte verteilt wurde. Der letzte dieser Kalender war für das Jahr 1873 in millionenfacher Auflage bereits gedruckt, wurde jedoch wegen der Einführung des Gregorianischen Kalenders nicht mehr ausgeliefert.
Zur Monatseinteilung siehe das Regelwerk des chinesischen Kalenders.
Bei der Umrechnung von traditionellen japanischen Monats- und Tagesangaben in ein westliches Datum gibt es eine Differenz von oft mehr als 30 Tagen. Eine genaue Umrechnung kann nur mit Hilfe von Umrechnungstabellen vorgenommen werden.

## Monate
Die Monate hatten im Japanischen ursprünglich Eigennamen, die heute noch z. B. in Gedichten verwendet werden und sich auf die Mondmonate bezogen. Im Alltagsjapanisch werden sie jedoch einfach vom Ersten Monat (一月, ichigatsu, deutsch „Januar“) bis zum Zwölften Monat (十二月, jūnigatsu, deutsch „Dezember“) durchgezählt.
| Monat | Alltagsjapanisch     | Eigenname                                | Bedeutung                                         |
| ----- | -------------------- | ---------------------------------------- | ------------------------------------------------- |
| 01    | ichigatsu (一月)     | mutsuki (睦月)                           | Monat der Zuneigung                               |
| 02    | nigatsu (二月)       | kisaragi (如月) bzw. kinusaragi (衣更着) | Kleidung wechseln (Winter- zur Frühlingskleidung) |
| 03    | sangatsu (三月)      | yayoi (弥生)                             | zunehmendes Wachstum (der Pflanzen) – von iyaoi   |
| 04    | shigatsu (四月)      | uzuki (卯月)                             | Deutzienmonat                                     |
| 05    | gogatsu (五月)       | satsuki (皐月/早月)                      | Monat der Reissetzlinge – von sanaetsuki (早苗月) |
| 06    | rokugatsu (六月)     | minatsuki, minazuki (水無月)             | Monat des Wassers                                 |
| 07    | shichigatsu (七月)   | fumizuki (文月)                          | Buchmonat                                         |
| 08    | hachigatsu (八月)    | hazuki (葉月)                            | Blattmonat                                        |
| 09    | kugatsu (九月)       | nagatsuki (長月)                         | langer Monat                                      |
| 10    | jūgatsu (十月)       | kaminazuki, kannazuki (神無月)           | Monat ohne Götter                                 |
| 10    | jūgatsu (十月)       | in Izumo: kamiarizuki (神在月)           | Monat der anwesenden Götter                       |
| 11    | jūichigatsu (十一月) | shimotsuki (霜月)                        | Frostmonat                                        |
| 12    | jūnigatsu (十二月)   | shiwasu (師走)                           | Priester rennen                                   |

1. ↑  Das Zeichen 無 (na), welches als 水無 eigentlich wasserlos bedeutet, wird hier phonetisch als Umlautung des Possessivpartikels no verwendet. Monat des Wassers bezeichnet den Anfang der sechswöchigen Regenzeit.
2. ↑  Im Shintō-Glauben versammeln sich im 10. Monat alle Götter im Izumo-Schrein, daher wurde dieser als „Monat ohne Götter“ (kaminazuki/kannazuki) bezeichnet, nur in Izumo jedoch als „Monat der anwesenden Götter“ (kamiarizuki).
3. ↑  Die Priester sind mit den Vorbereitungen zum Neujahrsfest beschäftigt.

### Monatseinteilung
Die Monate werden heute in Wochen (週, -shū) mit je sieben Tagen eingeteilt. Daneben existiert aber auch eine Einteilung in Dekaden die jun (旬) genannt werden: jōjun (上旬, dt. „obere Dekade“) oder shojun (初旬, dt. „erste Dekade“) für die ersten zehn Tage, chūjun (中旬, dt. „mittlere Dekade“) für die nächsten zehn Tage und gejun (下旬, dt. „untere Dekade“) für die Tage ab und einschließlich des 21.

## Tage

### Wochentage
Die heutige japanische Woche hat sieben Tage, die benannt sind nach Sonne, Mond und den fünf chinesischen Elementen der chinesischen Naturphilosophie bzw. der ihnen zugeordneten Planeten (die selbst wiederum nach diesen Elementen benannt sind). Diese Planeten sind dieselben, die den jeweiligen westlichen Wochentagen zugeordnet sind. Dieses wohl in Babylonien entstandene System war später auch mindestens im 4. Jahrhundert in China bekannt, geriet dort jedoch in der allgemeinen Bevölkerung wieder in Vergessenheit bzw. wird nur von Fachleuten wie chinesischen Astrologen, Fengshui-Meistern oder daoistischen Gelehrten wie etwa Naturphilosophen der Yin-Yang-Lehre (chinesisch 陰陽家 / 阴阳家, Pinyin yīnyángjiā) weitergegeben. In Japan wird es für astrologische Zwecke weiterhin eingesetzt (vgl. Onmyōdō).
Bei der Einführung des westlichen Kalenders in der Meiji-Zeit wurde auf die alten japanischen Namen der Wochentage zurückgegriffen.
| Deutsch    | Japanisch           | Bedeutung                     |
| ---------- | ------------------- | ----------------------------- |
| Sonntag    | nichi-yōbi (日曜日) | Tag der Sonne                 |
| Montag     | getsu-yōbi (月曜日) | Tag des Mondes                |
| Dienstag   | ka-yōbi (火曜日)    | Tag des Feuers / des Mars     |
| Mittwoch   | sui-yōbi (水曜日)   | Tag des Wassers / des Merkurs |
| Donnerstag | moku-yōbi (木曜日)  | Tag des Holzes / des Jupiters |
| Freitag    | kin-yōbi (金曜日)   | Tag des Metalls / der Venus   |
| Samstag    | do-yōbi (土曜日)    | Tag der Erde / des Saturns    |

Für Terminangaben wird oft nur das erste Kanji des Wochentages angegeben. Beispielsweise wird ein am Samstag, dem 8. Juli stattfindendes Konzert unter Umständen mit der Angabe 7/8 (土) publik gemacht.

### Monatstage
Die Tage eines Monats besitzen eine systematische, aber unregelmäßige Benennung, wobei der Monatstag üblicherweise als arabische Zahl, gelegentlich auch als chinesische Zahl, plus 日 geschrieben wird:
| 1日  | 一日   | tsuitachi (auch ichijitsu) | 17日 | 十七日   | jūshichinichi   |
| 2日  | 二日   | futsuka                    | 18日 | 十八日   | jūhachinichi    |
| 3日  | 三日   | mikka                      | 19日 | 十九日   | jūkunichi       |
| 4日  | 四日   | yokka                      | 20日 | 二十日   | hatsuka         |
| 5日  | 五日   | itsuka                     | 21日 | 二十一日 | nijūichinichi   |
| 6日  | 六日   | muika                      | 22日 | 二十二日 | nijūninichi     |
| 7日  | 七日   | nanoka                     | 23日 | 二十三日 | nijūsannichi    |
| 8日  | 八日   | yōka                       | 24日 | 二十四日 | nijūyokka       |
| 9日  | 九日   | kokonoka                   | 25日 | 二十五日 | nijūgonichi     |
| 10日 | 十日   | tōka                       | 26日 | 二十六日 | nijūrokunichi   |
| 11日 | 十一日 | jūichinichi                | 27日 | 二十七日 | nijūshichinichi |
| 12日 | 十二日 | jūninichi                  | 28日 | 二十八日 | nijūhachinichi  |
| 13日 | 十三日 | jūsannichi                 | 29日 | 二十九日 | nijūkunichi     |
| 14日 | 十四日 | jūyokka                    | 30日 | 三十日   | sanjūnichi      |
| 15日 | 十五日 | jūgonichi                  | 31日 | 三十一日 | sanjūichinichi  |
| 16日 | 十六日 | jūrokunichi                |      |          |                 |

Tsuitachi (auch: 朔日) ist eine Verschleifung von tsukitachi, was wörtlich „Mondaufgang“ bzw. „erster Tag im Monat des Mondkalenders“ bedeutet, d. h. den zunehmenden Mond ab dem Neumond als Monatsanfang meint. Traditionell wurde der Tag eines Monatsendes als misoka (晦日) bezeichnet, dessen Lesung altjapanisch für „30. Tag“ ist, wobei die verwendeten chinesischen Schriftzeichen „dunkler Tag“ bedeuten in Bezugnahme auf den abnehmenden Mond bis schließlich dem Neumond. Häufiger ist der Gebrauch dieses Begriffes für den letzten Tag des Jahres als ōmisoka (大晦日, dt. „der große letzte Tag“).

### Tageseinteilung
Traditionell gab es mehrere Systeme zur Tageszählung. Am üblichsten war die Unterteilung des vollen Tages in sechs temporale Doppelstunden für die Phase des lichten Tags beginnend mit der Morgendämmerung und sechs temporale Stunden für die Nachtphase beginnend ab der Abenddämmerung. Die jeweiligen Stundenlängen unterschieden sich daher und waren damit nur während der Tag-und-Nacht-Gleiche beide gleich zwei moderne Stunden lang. Die insgesamt 12 Doppelstunden, entweder toki (時) oder koku (刻) bzw. zur Unterscheidung von anderen koku auch shinkoku (辰刻) genannt, wurden dabei entweder nach den 12 Erdzweigen, d. h. Tiernamen, benannt; numerisch rückwärts jeweils von 9 bis 4 gezählt, vermutlich basierend auf der Anzahl der Glockenschläge; oder mittels eines Eigennamen:
| Stunde | moderne Uhrzeit Tagundnachtgleiche | Erdzweige-Zählung      | Erdzweige-Zählung   | Eigenname        | Eigenname                    | numerische Zählung | numerische Zählung         |
| Stunde | moderne Uhrzeit Tagundnachtgleiche | Japanisch              | Bedeutung           | Japanisch        | Bedeutung                    | Japanisch          | Bedeutung                  |
| ------ | ---------------------------------- | ---------------------- | ------------------- | ---------------- | ---------------------------- | ------------------ | -------------------------- |
| 01     | 23:00−01:00                        | ne no toki (子時)      | Stunde der Ratte    | yahan (夜半)     | Mitte der Nacht              | 夜九つ             | Nacht, 9. Stunde           |
| 02     | 01:00−03:00                        | ushi no toki (丑時)    | Stunde des Büffels  | keimei (鶏鳴)    | Hahnenschrei                 | 夜八つ             | Nacht, 8. Stunde           |
| 03     | 03:00−05:00                        | tora no toki (寅時)    | Stunde des Tigers   | heitan (平旦)    | Morgendämmerung              | 暁七つ             | Morgendämmerung, 7. Stunde |
| 04     | 05:00−07:00                        | u no toki (卯時)       | Stunde des Hasen    | nisshutsu (日出) | Sonnenaufgang                | 明六つ             | Licht, 6. Stunde           |
| 05     | 07:00−09:00                        | tatsu no toki (辰時)   | Stunde des Drachen  | shokuji (食時)   | Essenszeit                   | 朝五つ             | Morgen, 5. Stunde          |
| 06     | 09:00–11:00                        | mi no toki (巳時)      | Stunde der Schlange | gūchū (隅中)     | Vormittag                    | 昼四つ             | Mittag, 4. Stunde          |
| 07     | 11:00–13:00                        | uma no toki (午時)     | Stunde des Pferds   | nitchū (日中)    | Mittag                       | 昼九つ             | Mittag, 9. Stunde          |
| 08     | 13:00–15:00                        | hitsuji no toki (未時) | Stunde des Schafs   | nittetsu (日昳)  | Nachmittag                   | 昼八つ             | Mittag, 8. Stunde          |
| 09     | 15:00–17:00                        | saru no toki (申時)    | Stunde des Affen    | hoji (晡時)      | frühe Abendstunde            | 夕七つ             | Abend, 7. Stunde           |
| 10     | 17:00–19:00                        | tori no toki (酉時)    | Stunde des Hahns    | nichinyū (日入)  | Sonnenuntergang              | 暮六つ             | Abenddämmerung, 6. Stunde  |
| 11     | 19:00–21:00                        | inu no toki (戌時)     | Stunde des Hunds    | kōkon (黄昏)     | gelber Abend, Abenddämmerung | 宵五つ             | Frühe Nacht, 5. Stunde     |
| 12     | 21:00–23:00                        | i no toki (亥時)       | Stunde des Schweins | ninjō (人定)     | ruhende Menschen             | 夜四つ             | Nacht, 4. Stunde           |

Die moderne Uhrzeitangabe in der Tabelle ist dabei nur eine Vereinfachung, bei der davon ausgegangen wird, dass das Datum einer der beiden Tagundnachtgleichen entspricht, sowie die Sonne exakt um 6:00 auf- und 18:00 untergeht. In der Praxis war dies natürlich abhängig vom Ort und Datum.
Die Doppelstunden konnten in zwei, drei oder vier Stücke unterteilt sein. Bei der Zweierunterteilung wurde für die zweite Hälfte der Doppelstunde ein han (半, dt. „Hälfte“) hintendrangestellt. Bei der Dreierunterteilung wurden die Doppelstunden toki genannt und bestanden aus je im Durchschnitt 40-minütigen jōkoku (上刻, dt. „oberes koku“), chūkoku (中刻, dt. „mittleres koku“) und gekoku (下刻, dt. „unteres koku“); bei der Viererunterteitung wiederum in je im Durchschnitt 30-minütige ikkoku (一刻, dt. „1. koku“), nikoku (二刻, dt. „2. koku“), sankoku (三刻, dt. „3. koku“) und yonkoku (四刻, dt. „4. koku“).
Für astronomische Berechnungen wurde der volle Tag in 100 koku fester Länge, d. h. äquinoktiale Stunden, eingeteilt. Zur Tag-und-Nacht-Gleiche bestanden daher lichter Tag und Nacht aus je 50 koku, zur Wintersonnenwende der lichte Tag aus 40 koku und die Nacht aus 60 koku, sowie umgekehrt zur Sommersonnenwende.
Zusammenfassend gesagt wurde damit ein voller Tag je nach System in 12, 36, 48 oder 100 koku unterschiedlicher oder gleicher Länge unterteilt.
Die moderne Tageseinteilung ist die 24-Stunden-Zählung mit Stunden (時, -ji), Minuten (分, -fun/pun) und Sekunden (秒, -byō).